# Los buenos días perdidos
Los buenos días perdidos es una obra de teatro de Antonio Gala, estrenada en el Gran Teatro de Córdoba. 

## Argumento
Lorenzo llega a un pequeño pueblo castellano, en el que pretende ejercer como guardia urbano. Allí se reencuentra con viejos conocidos, como Cleofás, el sacristán, que vive en la Iglesia de Santo Tomé, con su mujer Consuelito y su madre Hortensia. Las relaciones y vivencias de los cuatro personajes, harán que se revuelva la conciencia y valores de cada uno de ellos.

## Representaciones destacadas
- Teatro (Estreno, 1972). Dirección: José Luis Alonso. Intérpretes: Juan Luis Galiardo (Lorenzo), Amparo Baró (Consuelito), Mary Carrillo (Hortensia), Manuel Galiana (Cleofás).

- Teatro (Estreno en Barcelona, 1973). Intérpretes: Manuel Gallardo (Lorenzo), Tina Sáinz (Consuelito), Mary Carrillo (Hortensia), Manuel Galiana (Cleofás).

- Teatro (Teatro Reina Victoria, 1975). Intérpretes: Mary Carrillo, Ángel Aranda, Ramón Ballesteros, Teresa Hurtado.

- Cine (1975). Dirección: Rafael Gil. Intérpretes: Juan Luis Galiardo (Lorenzo), Teresa Rabal (Consuelito), Queta Claver (Hortensia), Manuel Galiana (Cleofás); Erasmo Pascual, Marisol Ayuso. Música: Carmelo Bernaola.

- Teatro Festival de Teatro Clásico de Almagro, 1982). Intérpretes: Víctor Valverde (Lorenzo), Julia Martínez (Doña Hortensia), Nicolás Dueñas (Cleofás) Isabel María Pérez (Consuelito).

- Teatro (Teatro Reina Victoria, Madrid, 1991). Intérpretes: Luis Fernando Alvés (Lorenzo), Teresa Hurtado (Consuelito), Mary Carrillo (Hortensia), Jesús Bonilla (Cleofás).